# Necterosoma dispar
Necterosoma dispar är en skalbaggsart som först beskrevs av Ernst Friedrich Germar 1848.  Necterosoma dispar ingår i släktet Necterosoma och familjen dykare. Inga underarter finns listade i Catalogue of Life.